# Torre Balldovina
La Torre Balldovina és un edifici protegit com a bé cultural d'interès nacional a Santa Coloma de Gramenet (Barcelonès).

## Descripció

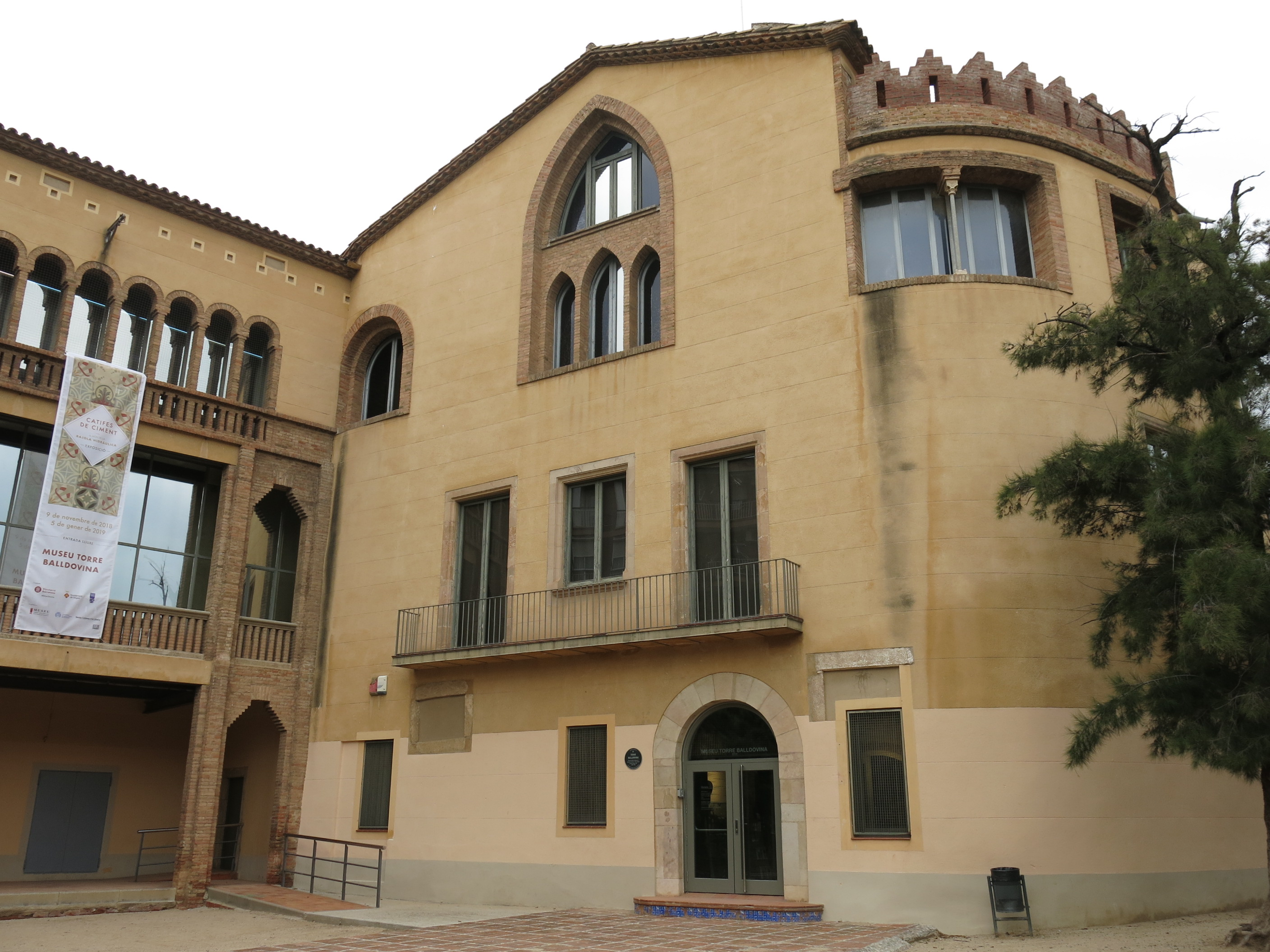
Façana

És una residència construïda aprofitant una torre de defensa del segle xi. L'aspecte actual el pren bàsicament durant el segle xviii, amb un cos de planta irregular, aprofitant antics fonaments. L'afegitó del segle XX utilitza el maó vist en interessants arcades neogòtiques, i es disposa perpendicularment a la façana antiga. La restauració és respectuosa amb els murs originals i no es planteja arqueològicament (escala, muntatge museogràfic...).

## Història
Tot i que no és possible datar amb precisió la construcció d'aquest edifici, en el seu origen prové de la necessitat de construir torres massisses de pedra per a la vigilància i defensa del territori davant les freqüents incursions dels sarraïns. La fortalesa està documentada per primera vegada l'any 1278.

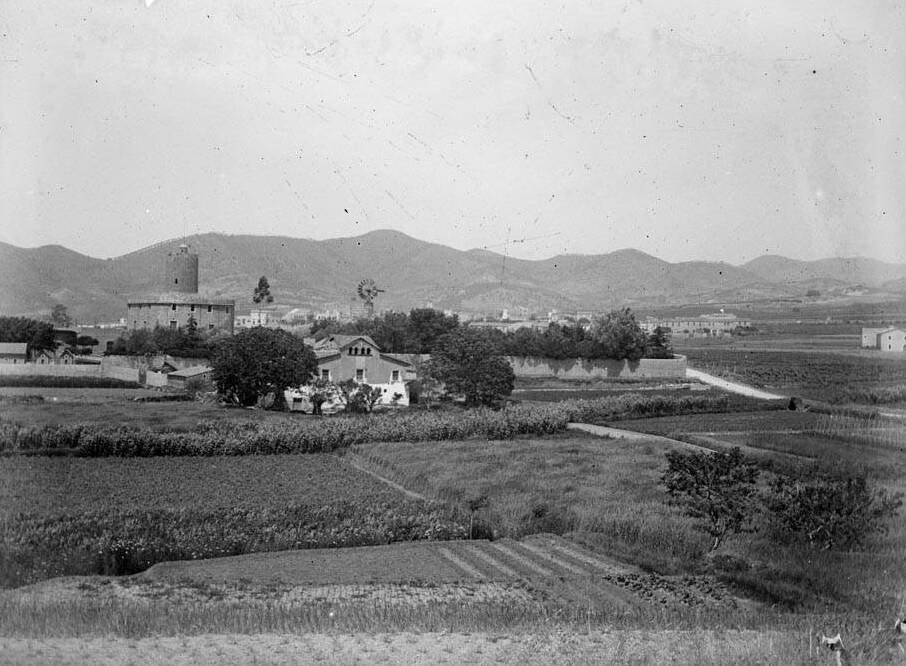
La Torre Balldovina i Can Jané entre 1888 i 1910

La primera transformació de l'edifici es produí entre els segles XIII i XIV quan, garantida ja la seguretat de la zona, la vall del riu Besòs experimentà un notable desenvolupament agrari i un increment de la població. Aquest nou context històric motiva la conversió de la primera construcció, de caràcter bàsicament defensiu i militar, en una altra de caràcter més residencial. Concretament, durant aquests dos segles s'hi afegiren alguns annexos i noves dependències agropecuàries.
Durant dos segles fou residència de la família Sagarra (el poeta Josep Maria de Sagarra hi passava els estius), que en modificà profundament l'estructura: entre d'altres reformes, s'obren finestres i balcons revestits de pedra i forja, s'hi construeix un gran jardí amb estancs, glorietes i un riuet de plantes aquàtiques i es tanca la finca amb un mur. Després passà a ser propietat de l'ajuntament de Santa Coloma, que l'ha destinat a centre cultural i museu de la població (inauguració de la primera fase al juny de 1987).
La següent transformació remarcable tingué lloc entre 1914 i 1918, amb una ampliació de l'edifici feta amb maons en un estil que combina elements neogòtics amb el Modernisme i el Noucentisme.
Durant la dècada dels 60 del segle passat, la Torre Balldovia és venuda a una immobiliària que aprofita bona part de la seva superfície i els seus terrenys per a la construcció de blocs de pisos, quedant tan sols l'edifici principal. Fins i tot l'existència del mateix edifici perillà, però les reivindicacions del teixit veïnal local durant el tardofranquisme van evitar-ne la demolició.
L'any 1982 s'inicien les obres definitives per a la seva restauració i rehabilitació, tot seguint el projecte de l'arquitecte Jordi Ambrós, amb l'objectiu central de donar-li un nou ús: l'actual Museu Torre Balldovina